# 上官雲珠
上官云珠（1920年3月2日—1968年11月23日），原名韋均犖，字超群，小名亚弟，又名韦亚君，女，江苏江阴人，中国话剧、电影演员。1962年獲推舉為新中國二十二大電影明星。代表作有《一江春水向东流》、《乌鸦与麻雀》和《早春二月》。

## 生平

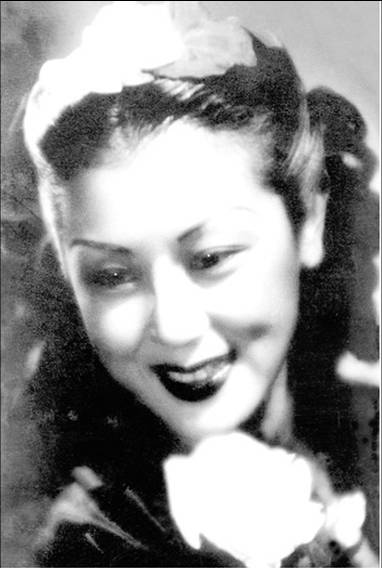
上官云珠，20世纪40年代照片。

上官云珠是江苏江阴长泾镇人，父亲韦亚樵，母亲金氏。1936年辍学嫁给上中学时的美术老师，也是镇上首富家的张大炎。1937年随张家为避战乱，辗转经长沙、广州、香港，到上海法租界避难，住在蒲石路（今长乐路）236弄的旧式里弄庆福里18号。最初在巴黎大戏院边上的何氏照相馆当开票员。民国29年（1940年）考入华光戏剧学校习话剧，继入新华影业公司演员训练班学习，改用艺名上官云珠（当时的著名导演卜万苍为其取的艺名）。有子张其坚。
民国30年（1941年）加入天地剧社，开始演艺生涯，首演话剧《雷雨》（饰丫鬟四凤）获得成功。并与张大炎离婚，与耶鲁大学毕业生、文人剧作家姚克结婚，住法租界永康别墅。1944年生女姚姚。后进入电影行业，主演的代表作有《天堂春梦》、《一江春水向东流》、《万家灯火》、《丽人行》、《希望在人间》、《乌鸦与麻雀》等。1946年与姚克离婚。
1949年后加入上海电影制片厂。演出有《香飘万里》、《枯木逢春》、《血碑》、《早春二月》、《舞台姐妹》等影片。1951年与兰心大戏院总经理程述尧结婚，住复兴西路147号。1952年程在三反五反运动中受牵连，1953年离婚。有子程韦然。
1966年，上官云珠被查出患乳腺癌，随即做了乳腺切除手术。康复不久，她主演的电影《早春二月》和《舞台姐妹》被中共定性为“文艺界大毒草”，她立即成为政治批斗的对象。9月，她被上海电影制片厂的造反派押到数百人参加的大批判会场，被一群造反积极分子用包裹破布的棍棒殴打，并承受众人的人身攻击和辱骂，她当场昏倒，不省人事。
上官云珠于1968年11月23日凌晨3时从集雅公寓四楼跳楼自杀，落到楼下菜场菜农的菜篮中，当场死亡。但也有当年的知情人提供信息表示上官云珠是被妒恨报复心切的江青指定的专案组的人施加酷刑之后抛下楼摔死以造成自杀假象。上官云珠終年48歲。
1975年，上官云珠与姚克所生的女儿韦耀（小名姚姚），在上海被卡车碾过身亡，年31岁。
1978年底，上官云珠获平反。

## 家庭
上官云珠先后有过四次婚姻，四任丈夫以及婚姻关系存续期分别为：
1. 张大炎（1936 - 1943）[4]
2. 姚克（1944 - 1946）
3. 程述尧（1951 - 1953）[3]
4. 贺路（1956-1968）

上官云珠与前三任丈夫均育有子女：
1. 张其坚[4]
2. 姚耀（1949年之后因政治压力改随母姓韦，小名姚姚）（1944-1975）[1]
3. 程韦然（韦然、灯灯）（1951-），中国建筑工业出版社编辑[1]

## 纪念
陈复官著有长篇纪实文学《上官云珠》。
陈丹燕著有《上海的红颜遗事》。
2001年，上海市在福寿园影艺苑为上官云珠竖立大理石纪念像。 
2005年，家乡江苏省江阴市长泾镇为她竖立纪念铜像。其故居也得到保护，改为老人茶室。

## 作品

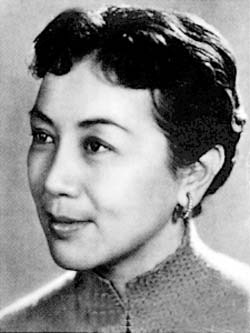
1962年新中国人民演员照片

### 电影
- 《玫瑰飘零》(1941)
- 《鸳鸯泪》(1942)
- 《天堂春梦》(1946)
- 《乱世儿女》(1947)
- 《太太万岁》(1947)
- 《一江春水向东流》(1947)
- 《万家灯火》(1948)
- 《群魔》(1948)
- 《希望在人间》(1948)
- 《丽人行》(1949)
- 《乌鸦与麻雀》(1949)
- 《三毛流浪记》(1949)
- 《太平春》(1950)
- 《今天我休息》(1958)
- 《春满人间》(1959)
- 《早春二月》(1962)
- 《小铃铛》(1962)
- 《舞台姐妹》(1965)

### 话剧
- 《雷雨》(1940)
- 《上海屋檐下》(1941)
- 《日出》(1942)
- 《魂归离恨天》(1946)
- 《风语夜归人》(1951)

### 配音作品
| 时间   | 名称               |
| ------ | ------------------ |
| 1956年 | 《世界的心》       |
| 1955年 | 《牛虻》           |
| 1954年 | 《玛利亚的命运》   |
| 1954年 | 《曙光照耀着我们》 |

## 奖项和荣誉
- 1957年中华人民共和国文化部优秀影片评奖（中国电影华表奖前身）个人一等奖：《乌鸦与麻雀》
- 1962年中華人民共和國二十二大電影明星
- 1995年中国电影世纪奖最佳女演员